# Radon
Radon (chemická značka Rn, latinsky Radonum) je nejtěžší přirozeně se vyskytující chemický prvek ve skupině vzácných plynů, je radioaktivní a nemá žádný stabilní izotop.

## Základní fyzikálně-chemické vlastnosti
Bezbarvý plyn, bez chuti a zápachu, nereaktivní. Vzniká jako produkt radioaktivního rozpadu radia a uranu a díky své nestálosti postupně zaniká dalším radioaktivním rozpadem. Je známo přibližně dvacet nestabilních izotopů radonu. Chemické sloučeniny tvoří stejně jako krypton a xenon pouze vzácně s fluorem, chlorem a kyslíkem, všechny jsou velmi nestálé a jsou mimořádně silnými oxidačními činidly. Radon je velmi dobře rozpustný ve vodě (okolo 51 % svého objemu) a ještě lépe se rozpouští v nepolárních organických rozpouštědlech. Radon je možno při velmi nízkých teplotách zachytit na aktivním uhlí.
Radon se stejně jako ostatní vzácné plyny snadno ionizuje, a v ionizovaném stavu září. Toho by se dalo využívat při výrobě osvětlovací techniky, ale radon je velmi radioaktivní, a proto to není možné. Radon ve výbojce vydává jasně bílé světlo.

## Historický vývoj
Radon byl objeven roku 1900 Friedrichem Ernstem Dornem při zkoumání radioaktivního rozpadu radia a byl pojmenován jako radiová emanace. William Ramsay charakterizoval radiovou emanci jejím spektrem roku 1910, určil její hustotu a z ní i relativní atomovou hmotnost a navrhl pro ni název svítící – niton (Nt). Později se jméno prvku ještě několikrát změnilo, až byl nakonec přijat návrh na jméno radon a toto označení se používá od roku 1923.

## Výskyt a získávání
Koncentrace radonu v zemské atmosféře jsou nesmírně nízké, prakticky na hranici detekce těch nejcitlivějších analytických metod. Radon se nejčastěji nalézá ve vývěrech podzemních minerálních vod, kam se dostává jako produkt rozpadu jader radia, thoria a uranu. Může však v malých dávkách vyvěrat sám z podloží přímo v plynné podobě, čímž se radon absorbuje do podzemní vody a s tou se dostává na povrch.
Radon se získává tak, že se roztok radnaté soli nechá stát asi čtyři týdny v uzavřené láhvi. Za tuto dobu se ustanoví rovnováha s radiem a jeho emanancí (minerálu s obsahem radonu). Radon se poté dá oddestilovat nebo vyvařit.

## Využití
V geologii slouží studium obsahu izotopů radonu v podzemních vodách k určení jejich původu a stáří.
Medicínské využití radonu je založeno na skutečnosti, že převážná většina jeho izotopů funguje jako alfa zářiče s poměrně krátkým poločasem přeměny (nejstabilnější izotop 222Rn má poločas rozpadu 3,82 dne, další izotopy už jen: 220Rn 54,5 s a 219Rn 3,92 s). Používají se proto někdy pro krátkodobé lokální ozařování vybraných tkání.
Radonová voda (voda obsahující rozpuštěný radon) se používá rovněž v balneologii, například v jáchymovských lázních, kam je dopravována potrubím z bývalého uranového dolu Svornost, kde je jejím nejmohutnějším zdrojem podzemní pramen, pojmenovaný po akademiku Běhounkovi, objevený v roce 1962, který se měrnou aktivitou přibližně 9–10 kBq/l řadí mezi velmi silné radonové vody (tj. více než 4 kBq/l). Pramen Agricola (navrtaný v roce 2000) má měrnou aktivitu ještě přibližně dvakrát tak větší, ale jeho vydatnost je menší. Vydatnost všech Jáchymovských radioaktivních pramenů činí řádově 500 m3/den. V Jáchymovských lázních se potom používají koupele, ve kterých aktivita radonové vody poklesla (v důsledku odvětrání a rozpadu během postupného přečerpávání) na 4,5 kBq/l. Obvyklá délka pobytu pacienta ve vaně s radonovou vodou je dvacet minut.

## Zdravotní rizika
Podle zprávy OSN z roku 1988 ozáření radonem tvoří téměř polovinu dávky, kterou člověk v průměru dostane. Je to více než jiné přirozené či umělé zdroje záření.
Zvýšený výskyt radonu v určité lokalitě s sebou přináší nárůst nebezpečí výskytu rakoviny plic. Přitom nebezpečné nejsou ani tak samotné izotopy radonu, ale produkty jeho přeměny, zejména krátkodobé. Ty jsou na rozdíl od radonu kovy a po svém vzniku tvoří shluky s aerosolovými částicemi nebo například s vodní párou. Takto vázané produkty přeměny radonu mohou být při vdechnutí zachyceny v dýchacím ústrojí a volně se přeměňovat. Jak radon, tak i produkty jeho přeměny polonium 218Po a 214Po emitují při své radioaktivní přeměně částice alfa. Ty mohou díky své vysoké ionizační schopnosti způsobit porušení DNA. Špatná oprava DNA pak může zapříčinit nekontrolovatelné množení buněk – rakovinu. Nízká radioaktivita však nemusí vést k více nádorům.
Radon také zvyšuje riziko mozkových příhod.

## Radon v budovách
Pokud je základová část domu starší a špatně provedená (špatná izolace základů, popraskaná podlaha, prkenná podlaha bez izolace, špatně utěsněné prostupy inženýrských sítí), může docházet k nasávání radonu do vnitřního prostředí objektu (především přízemí). Děje se tak působením komínového efektu. Rozdíl teplot v objektu a pod ním způsobí podtlak v objektu a radon je tak spolu s dalšími plyny aktivně nasáván.
Dalším možným zdrojem radonu je stavební materiál. Některé škvárobetonové tvárnice pocházející z rynholecké škváry obsahují vysoké aktivity radia. V současné době je radioaktivita všech stavebních materiálů dodávaných na český trh pod kontrolou Státního úřadu pro jadernou bezpečnost (SÚJB).
Česko se kvůli geologické stavbě řadí k zemím s vysokou průměrnou koncentrací radonu v bytech (118 Bq/m3). Světová zdravotnická organizace (WHO) doporučuje limit 100 Bq/m3. Koncentrace ve volném prostoru bývá kolem 10 Bq/m3.
Vysokou koncentraci radonu v domě lze dočasně snížit častějším větráním. V současné době jsou již známá účinná technická opatření proti pronikání radonu do budov, a to jak u stavěných, tak i existujících staveb.
Český stát usiluje již od 90. let o snížení ozáření obyvatel od radonu, současný radonový program
(Radonový program ČR na léta 2009 až 2019 - Akční plán) zahrnuje řadu aktivit koordinovaných Státním úřadem pro jadernou bezpečnost, např. bezplatné měření v bytech a školských zařízeních. Bezplatné informativní měření objemové aktivity radonu v domě či bytě pomocí stopových detektorů RAMARn zajišťuje v ČR Státní ústav radiační ochrany.

## Stupnice koncentrace radonu
| Bq/m3      | pCi/l     | Příklady |
| ---------- | --------- | --- |
| 1          | ~0,027    | Koncentrace radonu na březích velkých oceánů se obvykle pohybuje v míře 1 Bq/m3. Koncentrace stopového množství radonu nad oceány nebo na Antarktidě může být nižší než 0.1 Bq/m3. |
| 10         | 0,27      | Průměrná koncentrace na kontinentě na čerstvém vzduchu se pohybuje od 10 do 30 Bq/m3. Na základě mnoha studií je průměrná celosvětová koncentrace radonu uvnitř budov odhadnuta na 39 Bq/m3. |
| 100        | 2,7       | Obvyklá míra vystavení se radonu ve vnitřních prostorách. Většina států světa přijala koncentraci radonu pro vzduch uvnitř budov 200–400 Bq/m3 jako akční nebo referenční úroveň. Pokud testy vykážou úroveň menší než 4 pikocurie radonu na litr vzduchu (150 Bq/m3), není nutné činit žádná opatření. Kumulované vystavení se koncentraci 230 Bq/m3 plynného radonu po dobu 1 roku odpovídá 1 WLM (cca 170 hodinám za měsíc). |
| 1 000      | 27        | Velmi vysoká koncentrace radonu (>1000 Bq/m3) byla zjištěna v domech postavených na zemině, jež obsahuje zvýšené množství uranu, a jež má vysokou propustnost. Pokud je ve vzduchu úroveň vyšší než pikocurie na litr vzduchu, (800 Bq/m3), měl by majitel domu zvážit nějaká opatření vedoucí ke snížení koncentrace radonu v ovzduší uvnitř. Přípustná koncentrace v uranových dolech je přibližně 1 220 Bq/m3 (33 pCi/l)     |
| 10000      | 270       | Koncentrace radonu ve vzduchu v nevětrané Bad Gasteinské galerii léčení v Rakousku je průměrně okolo 43 kBq/m3 (zhruba 1.2 nCi/l) s maximální naměřenou hodnotou 160 kBq/m3 (zhruba 4.3 nCi/l). |
| 100000     | ~2 700    | Zhruba 100000 Bq/m3 (2.7 nCi/l) bylo naměřeno v základech domu, jenž patřil americkému konstrukčnímu inženýrovi Stanleymu Watrasovi, pracovníkovi přilehlé jaderné elektrárny. |
| 1000       | 27000     | Koncentraci blížící se milionu Bq/m3 je možné naměřit v nevětraných šachtách uranových dolů. |
| ~5,54×1019 | ~1,5×1018 | Teoretická horní mez: Radonový plyn (222Rn) při 100% koncentraci (1 atmosféra, 0 °C); 1.538×105 curie/gram; 5.54×1019 Bq/m3. |